# Famille Sanseverino
Pour les articles homonymes, voir Sanseverino (homonymie).
La famille Sanseverino est une des familles historiques les plus illustres du royaume de Naples et de toute l'Italie, et une des plus riches d'Europe, possédant 300 fiefs, 40 comtés, 9 marquisats, 12 duchés et 10 principautés répartis essentiellement entre Calabre, Campanie, Basilicate et Pouilles. Parmi ses membres, on trouve des cardinaux, des vice-rois, des maréchaux et des condottieres.
À l'époque du royaume de Naples, la famille Sanseverino était si puissante qu'elle avait droit à un traitement de maison semi-souveraine (dont le principal privilège était qu'en cas de défaillance d'héritier mâle direct, les fiefs devaient passer à l'héritier mâle le plus proche. Ainsi, en 1606, le prince Bernardino de Bisignano mourut en ne laissant qu'une fille. Celle-ci fut évincée au terme d'un long procès au profit de son cousin au 6e degré Fernandino Sanseverino, comte de Saponara. Ce privilège permettait à la famille de toujours conserver ses fiefs, et ainsi sa puissance et son immense fortune). Ce privilège fut confirmé par l'empereur Charles Quint en 1520. La famille Sanseverino était la première en rang des sept grandes maisons du royaume de Naples, ce qui en faisait la plus importante famille noble du royaume.
La famille Sanseverino est liée par mariages aux familles Orsini, Imperiale, della Rovere, Carafa, familles de la plus haute noblesse italienne. De plus, la branche des princes de Salerne était liée à la famille royale d'Aragon
Les titres de la famille Sanseverino ont été repris par la famille Costa Sanseverino, descendants en ligne féminine, dont le chef est don Filippo Luca Costa Sanseverino, prince de Bisignano. La seule lignée masculine subsistante de la famille Sanseverino est celle des barons de Marcellinara, dont le chef est Patrizio Sanseverino, 21e baron de Marcellinara.

## L'histoire
La Maison est créée par un certain Turgis de Rota (Turgiso en italien, Turgisius/Troisius en latin - du prénom d'origine scandinave, Thorgisl), un Normand, peut-être apparenté à la famille ducale de Normandie, qui reçoit de Robert Guiscard le comté de San Severino (Campanie). Turgis était le fils du noble normand Roger d'Arnes, fondateur de la Famille Filangieri. Il établit sa demeure dans le château de Sanseverino qui se trouvait dans ses nouvelles possessions et qui constituait une position stratégique mettant en communication la Principauté de Salerne, le borgo di Rota (actuelle Mercato San Severino), le duché de Naples et de Bénévent ; il en prit aussi le nom. En 1067, il est excommunié pour avoir pillé des biens appartenant à l’évêché de Salerne. Turgis meurt en 1081. Roger de Sanseverino lui succède et finit ses jours comme moine bénédictin.
En raison de sa fidélité au pape et au parti guelfe, la famille est presque entièrement décimée, d'abord par les Hohenstaufen, puis par les Durazzo (princes de la Maison d'Anjou), mais elle réussit toujours à survivre et à retrouver son antique splendeur.
En 1306, Tommaso, comte Sanseverino, fonde la chartreuse de Padula.
Au XVe siècle les Sanseverino se scindent en deux branches, celle de Salerne et celle de Bisignano.

## Les Sanseverino de Salerne
Les Sansevirino de Salerne étaient issus des comtes de Tricarico et de Marsico (ces derniers descendaient des anciens seigneurs de San Severino) (cf. Sanseverino : it. et ), et plus précisément de Giovanni, 9e comte de Marsico, père de Roberto Sanseverino, qui suit :
- Roberto Sanseverino (1430-1474) (Roberto_Sanseverino : it.), prince de Salerne en 1463
- Antonello Sanseverino (1458-1499), grand amiral du royaume de Naples (1477), chef de la  Conjuration des Barons (1485)
- Roberto Sanseverino (1485-1509)
- Ferrante Sanseverino, dernier prince de Salerne. Prince éclairé, amis des Lettres, il tente de protéger la population de Salerne en s'opposant à l’instauration de l'inquisition dans sa ville. Le vice-roi Pedro Álvarez de Toledo le dépouilla alors de tous ses biens et le contraint à l'exil en France.

### Comtes de Colorno et de Caiazzo
Un autre Roberto Sanseverino (1418-1487) fut comte de Caiazzo (1460), et continua les comtes de Colorno du 15 avril 1458 au 23 mars 1477, puis il renonça en faveur de son fils, Gianfrancesco Sanseverino (les Sanseverino, comtes de Colorno, étaient issus d'Antonio, 6e comte de Marsico). 
- Galeazzo Sanseverino, grand écuyer de François Ier de France
- Federico Sanseverino, cardinal
- Alessandro Sanseverino, archevêque de Vienne
- Roberto Ambrogio à partir de 1502
- Lavinia à partir de 1544
- Gianfrancesco, à partir de 1560
- Gian Galeazzo à partir de 1570
- Barbara épousa Gilberto Sanvitale puis le comte Orazio Simonetta avec qui elle fut exécutée à Parme le 19 mai 1612 pour la conspiration contre Ranuce Ier Farnèse

## Les Sanseverino de Bisignano
- Luca Sanseverino (1420-1475), 6e comte de Tricarico, 3e duc de San Marco et premier prince de Bisignano, fils d'Antonio Sanseverino, second duc de San Marco (issu des comtes de Tricarico et de Marsico, eux-mêmes descendants des seigneurs de San Severino).
  - du fils cadet de Luca, Giovanni Antonio Sanseverino, sont nés : Giovanni Tommaso, seigneur de San Chirico (d'où la suite des princes de Bisignano) ; et Alfonso Sanseverino (souche des ducs de Somma)
  - une branche cadette des Tricarico (issue de Venceslao Sanseverino, 3e comte de Tricarico), les seigneurs de Calvera, a donné les ducs de San Donato
- Girolamo Sanseverino (1448-1487), 4e duc de San Marco et second prince de Bisignano (fils aîné de Luca), sa participation dans la Conjuration des Barons fomentée par son cousin le prince de Salerne Antonello Sanseverino lui vaut d'être déchu de ses titres et d'être exilé en France
- Bernardino di Sanseverino (1470-1517), troisième prince de Bisignano (fils du précédent). Retrouve ses titres et ses biens à la suite de la Première guerre d'Italie, durant laquelle il accompagne le roi Charles VIII de France
- Pietrantonio Sanseverino (1508-1559), quatrième prince de Bisignano (fils du précédent). Fait chevalier de l'ordre de la Toison d'or en 1519 par l'empereur Charles Quint, il est le premier Napolitain à recevoir cet honneur. Grand d'Espagne. Il épousa en troisièmes noces Irina Skanderbeg, héritière du héros albanais Gjergj Kastriot Skanderbeg.
- Nicolò Bernardino Sanseverino (1541-1606), cinquième prince de Bisignano (fils du précédent)
- Ferdinando Sanseverino (1562-1609), sixième prince de Bisignano (cousin au 6e degré du précédent, arrière-arrière-petit-fils de Luca Sanseverino)
- Luigi I Sanseverino (1588-1669), septième prince de Bisignano (fils du précédent). Titré Grand d'Espagne (dignité transmissible à descendance par primogéniture masculine)  par le roi Philippe IV d'Espagne en 1662.
- Carlo Sanseverino (1590-1670), huitième prince de Bisignano (frère du précédent).
- Carlo Maria Sanseverino (1644-1704), neuvième prince de Bisignano (petit-fils du précédent).
- Giuseppe Sanseverino (1676-1726), dixième prince de Bisignano (fils du précédent).
- Luigi II Sanseverino (1705-1772), onzième prince de Bisignano (fils du précédent). Fait chevalier de la Toison d'Or en 1731 par l'empereur Charles VI du Saint-Empire
- Pasquale Sanseverino (1752-1772), douzième prince de Bisignano (petit-fils du précédent).
- Luigi III Sanseverino (1758-1789), treizième prince de Bisignano (frère du précédent)
- Tommaso Sanseverino (1759-1814), quatorzième prince de Bisignano (frère du précédent). Ministre des Finances du royaume de Naples (1806-1808), Conseiller d'État, premier chancelier de l'Ordre des Deux-Siciles, Grand-Aigle de l'Ordre de la Légion d'Honneur
- Pietro Antonio Sanseverino (1790-1865), quinzième prince de Bisignano (fils du précédent). Grand-Maréchal de la Cour du royaume des Deux-Siciles. Il accompagne le roi François II des Deux-Siciles dans son exil romain.
- Luigi IV Sanseverino (1823-1888), seizième prince de Bisignano (fils du précédent), dernier Sanseverino Grand d'Espagne, chevalier de l'Ordre de Saint-Janvier, chevalier Grand-Croix de l'Ordre sacré et militaire constantinien de Saint-Georges, chevalier de l'Ordre du Christ.

À sa mort en 1888, le prince Luigi IV Sanseverino ne laisse pas d'héritier mâle, mais cinq filles. La branche de Bisignano semble donc devoir s'éteindre, mais la même année, le fils aîné de la princesse Maria Antonietta (elle-même fille aînée du prince Luigi IV) et du marquis Francesco Costa di Arielli, obtint par décret spécial du roi Humbert Ier d'Italie, le droit de succéder aux titres de son grand-père, en y ajoutant d'abord le nom de son père, d'où le nom "Costa Sanseverino di Bisignano": 
- Luigi Costa Sanseverino (1870-1939), dix-septième prince de Bisignano (petit-fils du précédent)
- Edoardo Costa Sanseverino (1909-1983), dix-huitième prince de Bisignano (fils du précédent), diplomate, chevalier de l'Ordre de Saint-Janvier[10]
- Luigi II Costa Sanseverino (1940-2011), dix-neuvième prince de Bisignano (fils du précédent), ambassadeur d'Italie au Sri Lanka (1990 à 1995) en Côte d'Ivoire (1997 à 2001), et au Soudan (de 2001 à 2003). Officier de l'Ordre des Saints-Maurice-et-Lazare
- Francesco Luca Costa Sanseverino (1970-), vingtième et actuel prince de Bisignano (fils du précédent).

## Biens de la famille Sanseverino
- Le palais Lauro Grotto à Salerne
- Le palais Pinto à Salerne
- Le palais Ruggi di Aragona à Salerne
- Le Palazzo Ducale (Colorno) appartenait à la comtesse Barbara Sanseverino de Colorno, qui en avait fait le siège d'une cour raffinée. Voulant s'approprier le palais, le duc Ranuce Ier Farnèse accusa la comtesse de trahison et la fit exécuter, ce qui lui permit de prendre possession du palais sans avoir à l'acheter...
- La villa Bisignano à Naples, dont le jardin botanique était réputé être l'un des plus beaux du monde au XVIIIe siècle
- L'église du Gesù Nuovo de Naples a été construit dans le palais Sanseverino, qui fut saisi par le vice-roi Pedro de Tolède à Ferrante Sanseverino et revendu aux Jésuites qui le transformèrent en église.
- Le palais Sanseverino à Marcillenara
- Le palais Sanseverino à Trapani, construit par le prince Leopoldo Sanseverino en 1606, il était le palais où résidait le vice-roi de Sicile lors de ses déplacements à Trapani.
- Le palais Sanseverino à Acri
- Le palais Sanseverino à Vigevano
- Le palais Albertiano à Mercato San Severino

En plus de tous ces palais, la famille Sanseverino possédait aussi de fortes sommes d'argent, d'immenses domaines ruraux, etc.

## Titres actuels de la famille Sanseverino
- Prince de Bisignano, de San Giorgio, de Sant' Agata, de Luzzi, de Torrenova et de Pietralcina, Duc de Erchie et de Jelzi, Marquis de Casalbore et Comte de Chiaramonte (branche Costa Sanseverino)
- Baron de Marcellinara (branche Sanseverino)